# Bestla
Bestla er i nordisk mytologi navnet på den kvinde, som Borr tog til hustru. Er således moder til Odin, Vile og Ve. Er endnu i live og bor i Jotunheim som jættekvinde og frygter således sine sønner, de mægtige aser.